# Rick Astley
Richard Paul Astley (sinh ngày 6 tháng 2 năm 1966) là một ca sĩ, nhạc sĩ và DJ phát thanh người Anh. Ông trở nên nổi tiếng sau khi hợp tác với bộ ba nhà sản xuất Stock Aitken Waterman để cho ra mắt album phòng thu đầu tay Whenever You Need Somebody (1987), bán được 15 triệu bản trên toàn cầu và đạt chứng nhận Bạch kim tại cả Vương quốc Anh và Hoa Kỳ. Đĩa đơn đầu tay của ông "Never Gonna Give You Up" đứng đầu các bảng xếp hạng tại hơn 25 quốc gia, đồng thời chiến thắng giải Brit cho Đĩa đơn Anh quốc xuất sắc nhất vào năm 1988. Bài hát cũng dẫn đầu bảng xếp hạng UK Singles Chart trong năm tuần liên tiếp vào năm 1987 và là đĩa đơn bán chạy nhất năm tại Vương quốc Anh. Ngoài ra, đĩa đơn năm 1988 của ông "Together Forever" cũng đạt vị trí số một trên bảng xếp hạng Billboard Hot 100 tại Hoa Kỳ và là một trong tám bản nhạc của nam ca sĩ lọt vào top 10 tại Vương quốc Anh.
Năm 1988, Astley phát hành album tiếp theo Hold Me in Your Arms và gặt hái những thành công đáng kể trên toàn cầu, trong đó đĩa đơn mở đường "She Wants to Dance with Me" cũng vươn đến top 10 tại nhiều thị trường nổi bật. Năm 1991, ông chấm dứt hợp đồng với Stock Aitken Waterman để chuyển hướng âm nhạc sang thể loại soul. Đĩa đơn năm 1991 "Cry for Help" là đĩa đơn cuối cùng của Astley lọt vào top 10 ở cả Hoa Kỳ và Vương quốc Anh. Năm 1993, ông tuyên bố giải nghệ để tập trung xây dựng gia đình với vợ và con gái. Ông trở lại ngành công nghiệp âm nhạc vào năm 2000 và phát hành đĩa nhạc 50 để kỷ niệm sinh nhật lần thứ 50 vào năm 2016, ra mắt ở vị trí số một tại Vương quốc Anh. Album phòng thu gần đây nhất của ông Are We There Yet? được phát hành vào năm 2023.
Tính đến nay, Astley đã bán được hơn 40 triệu bản trên toàn thế giới và được đề cử giải Grammy cho Nghệ sĩ mới xuất sắc nhất tại lễ trao giải thường niên lần thứ 31. Trong khoảng thời gian giữa đĩa đơn đầu tay và đĩa đơn thứ năm, Astley bán chạy hơn mọi nghệ sĩ khác trên thế giới. Tại Vương quốc Anh, nam ca sĩ cũng lọt vào top 40 hàng tuần trong sáu tháng đầu sự nghiệp. Ông trở thành hiện tượng internet vào năm 2007 sau sự xuất hiện của meme Rickrolling, trong đó sử dụng video ca nhạc của "Never Gonna Give You Up", và sự nghiệp của ông được hồi sinh nhờ vào mức độ phổ biến của meme. Một năm sau khi Rickrolling nổi tiếng, nam ca sĩ được bình chọn là "Nghệ sĩ xuất sắc nhất từ trước đến nay" tại giải thưởng Âm nhạc MTV Châu Âu năm 2008. Vào ngày 28 tháng 7 năm 2021, "Never Gonna Give You Up" trở thành bài hát thứ tư của thập niên 1980 đạt một tỷ lượt xem trên YouTube.

## Danh sách đĩa nhạc
- Whenever You Need Somebody (1987)
- Hold Me in Your Arms (1988)
- Free (1991)
- Body & Soul (1993)
- Keep It Turned On (2001)
- Portrait (2005)
- 50 (2016)
- Beautiful Life (2018)
- Are We There Yet? (2023)